# Francesco Salvi
Francesco Salvi (Luino, 7 febbraio 1953) è un attore, comico, cabarettista, cantante, umorista, regista, scrittore e traduttore italiano.

## Biografia
Dopo l'Istituto d'arte a Urbino espone in mostre personali e collettive, ma abbandona presto il mercato dell'arte. Conseguita la maturità scientifica, frequenta Architettura a Firenze.
La passione per il teatro lo porta a costituire la compagnia teatrale Nisba con la quale gira nei circuiti regionali. All'inizio del terzo anno lavora nella pubblicità come grafico e viene notato da Bruno Bozzetto che lo introduce nel cinema d'animazione. Realizza un proprio corto dal titolo Etcèssivo; approda quindi al Derby Club Cabaret di Milano selezionato da Diego Abatantuono.
Nel frattempo si laurea con lode al Politecnico di Milano con una tesi sulla presenza del simbolo in architettura, relatore Adriano Alpago-Novello con il quale resta due anni come assistente.
In seguito approda alla televisione che gli regala una notevole popolarità: dal 1985 al 1987 è tra i protagonisti di Drive In di Antonio Ricci e Beppe Recchia.
A metà anni ottanta si candida nella Federazione dei Verdi alle elezioni regionali, riscuotendo un notevole successo tanto da venire cooptato nelle successive elezioni nazionali, nelle quali non viene eletto: Salvi chiude qui la sua carriera politica.
Nel 1986-87 è l’animatore di Studio 5, contenitore di Canale 5 con Roberta Termali, Marco Columbro, Gino Rivieccio, Guido Bagatta, Valerio Mariani, regia di Guido Stagnaro.
Dal 1988 al 1989 scrive e interpreta il MegaSalviShow, regia di Paolo Zenatello.
Nel 1991 è Telemaco e Polifemo nel musical L'Odissea, spettacolo musicale comico ispirato al poema omerico, trasmesso da Canale 5, per la regia di Beppe Recchia. Nello stesso anno è il moschettiere Athos nello musicale comico ispirato al romanzo di Alexandre Dumas I tre moschettieri.
Nel 1992 è apparso in versione a fumetti sul numero 1892 di Topolino, in “Pippo e l'ospite d'onore” per la sceneggiatura di Gabriella Damianovich, esperienza ripetuta poco dopo con l’avventura “Pippo e il laghetto ecologico”.
Nello stesso anno è con Massimo Boldi del varietà di Italia 1 La strana coppia.
Dal 7 ottobre del 1995 al 29 giugno del 1996 conduce Radiotopogiro, trasmissione radiofonica itinerante di Radio Rai, in onda in fascia pomeridiana il sabato su Radio 2.
Nel 1996 su Antennatre scrive e dirige Polo Ovest, presentando i nuovi personaggi tra cui Dolan Dyg, Banana man, L'uomo Che Non Ha Nulla Da Dire, L'uomo Invisibile, l’Espærto.
Nel 1997 è la voce di Lupo Alberto nella prima stagione della serie animata co-prodotta dalla Rai. Inoltre dal 2004 è uno dei protagonisti della fortunata serie Un medico in famiglia, dove rimane con successo per tre stagioni. Nel 2006 è stato l'inviato in Marocco per la terza edizione del reality show La fattoria.
Nello stesso anno è tra i protagonisti di Suonare Stella, per la regia di Giancarlo Nicotra. Sempre nel 2006, insieme a Zuzzurro e Gaspare, è stato maestro di comicità nella puntata-pilota di Comedy Club. Nel 2009 partecipa alla miniserie Mal'aria.
È l’autore comico maggiormente citato nelle diverse edizioni di “Anche le formiche nel loro piccolo s'incazzano”, l'antologia di battute d'autore a cura di Gino e Michele. È tifoso della Juventus.

Salvi a metà degli anni 1980, nel programma comico Drive In, insieme a Tinì Cansino

### Cinema
Per il suo ruolo nel film La rentrée, girato da un suo soggetto, ottiene una candidatura al Nastro d'argento come migliore attore protagonista.
Attivo anche nel cinema d'autore: Uomini e no, di Valentino Orsini (1980); La baraonda, di Florestano Vancini (1981); Peter Greenaway, Le valigie di Tulse Luper, trilogia distribuita nel 2003 e 2004; 10th & Wolf, del premio Oscar Robert Moresco (2006); Il giorno, la notte. Poi l'alba, di Paolo Bianchini (2007); Romanzo di una strage, di Marco Tullio Giordana (2012).
È stato in concorso al Festival di Cannes 1997 con il cortometraggio Camera Obscura di Stefano Arduino.

### Musica
Francesco Salvi ha pubblicato otto album, con cui ha vinto cinque volte il premio Disco di platino e sette volte il Disco d'oro. Nel 1989 esce l'album Megasalvi, che contiene i singoli C'è da spostare una macchina/Le solite promesse ed Esatto!, entrambi arrivati al numero 1 della Hit Parade. C'è da spostare una macchina è stata la sigla di apertura del programma televisivo MegaSalviShow in onda su Italia 1, ed è stata premiata con il Disco d'oro nello stesso anno. Il videoclip del singolo, diretto da Paolo Zenatello, ha vinto il premio Telegatto quale migliore sigla televisiva dell'anno, sempre nel 1989. Il brano dal 2006 è la sigla della rubrica I furbetti del quartierino, in onda ogni mattina su Radio 24 all'interno della trasmissione Viva voce. La canzone è stata omaggiata anche da parte di Benito Urgu con una parodia dal titolo C'è da spostare una pecora ed è a sua volta una cover del brano The Party dei Kraze, uscita nel 1988.
Con Esatto! Salvi partecipa sempre nel 1989 al Festival di Sanremo. Il brano prende ironicamente di mira la scarsa qualità della musica leggera in circolazione, inclusa quella stessa presente al Festival: "con tutto quello che si sente in giro proviamo a far cantare gli animali veri". Una campionatura della canzone è stata utilizzata come colonna sonora del videogioco "Bomber Bob", pubblicato nel 1990 dalla software house italiana Idea senza autorizzazione dell’autore. Lo stesso avviene con i cartoni animati prodotti da Tibaldi senza autorizzazione dell’autore. Idem oltreoceano con la multinazionale Il Rejno Infantil Argentina che da decenni produce dischi, libri e spettacoli teatrali con il titolo di Exacto senza autorizzazione dell’autore.
Nel 1990 viene pubblicato l'album Limitiamo i danni, che contiene, tra gli altri, i brani: A, presentato nello stesso anno al Festival di Sanremo; Ti ricordi di me?, tratto dalla colonna sonora del film Vogliamoci troppo bene diretto dallo stesso Salvi; Bachelite, composto l'anno precedente per Mina e pubblicato dalla cantante nel disco Uiallalla; B, facciata B del 45 giri A e sigla di apertura della trasmissione 8 millimetri.
Nel 1991 è la volta dell'album Se lo sapevo, che contiene la canzone Oh signorina, cantato con Marco Columbro e Lorella Cuccarini. Nel 1992 pubblica l'album In gita col Salvi, con copertina disegnata da Silver, contenente versioni moderne di canzoni popolari adatte a essere cantate in coro o attraverso delle animazioni. Tra queste, una sua versione de La mia mama, la cui parodia diventa La fattura, che affronta sempre in chiave comica il tema dell'evasione fiscale.
Nel 1993 esce La bella e il best, con copertina disegnata ancora da Silver. L'album contiene il brano Dammi 1 bacio, che Salvi presenta al Festival di Sanremo.
Nel 1994 viene pubblicato l'album Statènto, che contiene la canzone omonima, presentata a Sanremo e classificata in 15ª posizione.
Nel 1995 esce l'album Testine disabitate, copertina di Silver, che contiene la canzone Uomini disperati cantata con Drupi.
Nel 1998 Francesco Salvi pubblica Tutti Salvi x Natale, una raccolta di canzoni di Natale.
Nel 2005 per la 48ª edizione dello Zecchino d'Oro, ha scritto il testo italiano della canzone “Kosa” di Anna Kozlova (titolo italiano: “Lo zio Bè”), in concorso per la Bielorussia che vince lo Zecchino d'Argento come migliore canzone straniera e prima ex æquo con la vincitrice assoluta. In quell'anno è anche conduttore dello Zecchino, esperienza che ripeterà in altre occasioni.
Nel 2023 pubblica il brano natalizio Comete come te, con cui vince il Premio San Valentino per la Musica.

## Vita privata
È sposato da più di quarant'anni con Angela: la coppia non ha avuto figli.

## Procedimenti giudiziari
Il 24 giugno 2007 a Valganna, Francesco Salvi, a bordo della sua Audi A6, trovandosi di fronte a una coda tentò di sorpassare la fila a velocità alta. Un poliziotto cercò di bloccarlo mostrando la paletta di ordinanza, ma egli con il montante dell'auto spezzò la paletta e colpì il gomito dell'agente.
Per questo motivo nel 2012 Salvi viene condannato a sette mesi di reclusione per resistenza a pubblico ufficiale e di lesioni a danni di un agente della polizia stradale, beneficiando della condizionale.

## Filmografia

### Attore

#### Cinema
- Le inibizioni del dottor Gaudenzi, vedovo col complesso della buonanima, regia di Giovanni Grimaldi (1971)
- Non si può spiegare, bisogna vederlo, episodio di Per vivere meglio divertitevi con noi, regia di Flavio Mogherini (1978)
- Sbirro, la tua legge è lenta... la mia... no!, regia di Stelvio Massi (1979)
- Uomini e no, regia di Valentino Orsini (1980)
- Miracoloni, regia di Francesco Massaro (1981)
- La baraonda, regia di Florestano Vancini (1981)
- Fracchia la belva umana, regia di Neri Parenti (1981)
- Vado a vivere da solo, regia di Marco Risi (1982)
- Sturmtruppen 2 - Tutti al fronte, regia di Salvatore Samperi (1982)
- Attila flagello di Dio, regia di Castellano e Pipolo (1982)
- Joan Lui - Ma un giorno nel paese arrivo io di lunedì, regia di Adriano Celentano (1985)
- Vogliamoci troppo bene, regia di Francesco Salvi (1989)
- Camera obscura, cortometraggio, regia di Stefano Arduino (1997)
- Tutti gli uomini del deficiente, regia di Paolo Costella (1999)
- La rentrée, regia di Franco Angeli (2001)
- Esercizi di magia, episodio di Sei pezzi facili, regia di Marco Chiarini (2003)
- Le valigie di Tulse Luper - La storia di Moab, regia di Peter Greenaway (2003)
- The Tulse Luper Suitcases, Part 2: Vaux to the Sea, regia di Peter Greenaway (2004)
- Mai + come prima, regia di Giacomo Campiotti (2005)
- 10th & Wolf, regia di Robert Moresco (2006)
- Il giorno, la notte. Poi l'alba, regia di Paolo Bianchini (2007)
- Butterfly Zone - Il senso della farfalla, regia di Luciano Capponi (2009)
- Romanzo di una strage, regia di Marco Tullio Giordana (2012)
- Il sole dentro, regia di Paolo Bianchini (2012)
- Stalker, regia di Luca Tornatore (2014)
- La musica del silenzio, regia di Michael Radford (2017)
- The Game Changer, regia di Tomas Kadman (2019)
- Una madre, regia di Stefano Chiantini (2023)
- La Stella di Greccio, regia di Arnaldo Casali (2023)
- Ops! È già Natale (A Sudden Case of Christmas), regia di Peter Chelsom (2024)
- L'amore, in teoria, regia di Luca Lucini (2025)

#### Televisione
- Un matrimonio in provincia, regia di Gianni Bongioanni – film TV (1980)
- Mia figlia, regia di Gianni Bongioanni – miniserie TV (1982)
- Olga e i suoi figli, regia di Salvatore Nocita – miniserie TV (1985)
- Yesterday - Vacanze al mare, regia di Claudio Risi – miniserie TV (1985)
- I ragazzi della 3ª C – serie TV, episodio 2x07 (1988)
- I tre moschettieri, regia di Beppe Recchia – film TV (1991)
- L'Odissea, regia di Giuseppe Recchia – film TV (1991)
- Polo Ovest, regia di Giuseppe Recchia – film TV (1995)
- I misteri di Cascina Vianello, regia di Gianfrancesco Lazotti – miniserie TV, episodio 1x03 (1997)
- Lui e lei, regia di Luciano Manuzzi – miniserie TV (1998)
- Tutti gli uomini sono uguali, regia di Alessandro Capone – miniserie TV (1998)
- Don Matteo – serie TV, episodi 2x08 e  11x10 (2001, 2018) - due ruoli diversi
- Padri, regia di Riccardo Donna – film TV (2002)
- Una famiglia per caso, regia di Camilla Costanzo e Alessio Cremonini – film TV (2003)
- Vite a perdere, regia di Paolo Bianchini – film TV (2004)
- Polizeiruf 110 – serie TV, episodio 33x05 (2004)
- Un medico in famiglia – serie TV (2003-2007)
- L'amore non basta, regia di Tiziana Aristarco – miniserie TV (2005)
- Il bambino sull'acqua, regia di Paolo Bianchini – film TV (2005)
- Nebbie e delitti – serie TV, 2 episodi (2005)
- Ricomincio da me, regia di Rossella Izzo – miniserie TV (2005)
- Gino Bartali - L'intramontabile, regia di Alberto Negrin – film TV (2006)
- I figli strappati, regia di Massimo Spano – miniserie TV (2006)
- Graffio di tigre, regia di Alfredo Peyretti – miniserie TV (2007)
- Crimini: L'ultima battuta – serie TV (2007)
- Fuga con Marlene, regia di Alfredo Peyretti – film TV (2007)
- Mal'aria, regia di Paolo Bianchini – film TV (2009)
- Pane e libertà, regia di Alberto Negrin – film TV (2009)
- Bakhita - La santa africana, regia di Giacomo Campiotti – film TV (2009)
- Gli ultimi del paradiso, regia di Luciano Manuzzi – film TV (2010)
- Preferisco il paradiso – serie TV (2010)
- Un passo dal cielo – serie TV (2011-2017)
- Talent High School - Il sogno di Sofia – serie TV (2012)
- Madre, aiutami – serie TV (2014)
- La dama velata – serie TV (2015)

### Sceneggiatore
- Vogliamoci troppo bene, regia di Francesco Salvi (1989)
- La rentrée, regia di Franco Angeli (2001)
- La leggenda dei tre compagni, regia di Arnaldo Casali (2025)

### Regista
- Vogliamoci troppo bene, regia di Francesco Salvi (1989)

### Doppiatore
- Lupo Alberto, voce di Lupo Alberto (1ª stagione)

## Teatro
- La Tappezzeria, con Enzo Jannacci e Beppe Viola
- In alto mare di Sławomir Mrożek, regia di Arturo Corso
- Gli Uccelli di Aristofane, regia Gabriele Vacis
- Ciò che vide il maggiordomo
- Un apolide non fa primavera, testo e regia
- Vuoti a perdere, regia di Maurizio Costanzo
- Carne di struzzo, testo e regia di Adriano Vianello

## Televisione
- Due di tutto (Rete 2, 1982; Rai 2, 1983)
- Drive In (Italia 1, 1985-1987)
- MegaSalviShow (Italia 1, 1988-1989)
- La strana coppia (Italia 1, 1992)
- Polo Ovest (Antennatre, 1995)
- Un medico in famiglia (Rai 1, 2003-2007)
- Zecchino d'Oro (Rai 1, 2003, 2005, 2007)
- Ballando con le stelle (Rai 1, 2005) - concorrente
- Suonare Stella (Rai 2, 2006)
- La fattoria (Canale 5, 2006) - inviato
- Comedy Club (Italia 1, 2006)

## Radio
- Radiotopogiro (Rai Radio 2, 1995-1996) - conduttore

## Discografia

### Album
- 1989 – Megasalvi (Five Record, LP)
- 1990 – Limitiamo i danni
- 1991 – Se lo sapevo
- 1992 – In gita col Salvi
- 1993 – La bella e il best
- 1994 – Statento
- 1995 – Testine disabitate
- 1998 – Tutti Salvi x Natale

### Singoli
- 1986 – La cansone alegra/Ho depilato un totano (Target, 06-2012237, 7")
- 1988 – C'è da spostare una macchina/Le solite promesse (Five Record, FM-13215, 7")
- 1988 – Ti ricordi di me?/Il lupo (Five Record, FM-13252, 7")
- 1989 – Esatto!/Universal Love (Five Record, FM-13830, 7")
- 1989 – ..E son contento/..E son contento (Rap Version) (Green Line Records, GLX 1005, 12")
- 1989 – Taxiii (Five Record, FM-13842, 12")
- 1990 – A/B (Five Record, FM-13258, 7")
- 1991 – Oh signorina/Tarzan (Five Record, FM-13267, 7") con Lorella Cuccarini e Marco Columbro
- 1992 – Flik Flok (Garibaldi Fu Ferito)/La Macchina Del Capo (RTI 13877, 12")
- 1994 – Statento! (EMI, 020 1794872, CD single promo)
- 2009 – Abbandonato!
- 2013 – L'Italia cha cha niente
- 2020 – Metti la mascherina

## Altre esperienze
Fa parte della squadra di calcio ItalianAttori.

## Libri

### Opere
- Mega Salvi show book; 27 totano, Rd. Il caso Lucilla. Telenovena gialla a puntate, Milano, Vallardi, 1989.
- Ho i capelli che mi vanno stretti, Milano, A. Mondadori, 1992. ISBN 88-04-36107-7.
- 101 buddhanate zen, Milano, A. Mondadori, 1994. ISBN 88-04-36623-0.
- Il Contrabbasso, libro illustrato per Cartacanta edizioni, 1986 ISBN 88-83-60-047-9
- Storia della cultura mondiale. Da prima della preistoria a settimana prossima (isole comprese), Milano, Mondadori, 1997. ISBN 88-04-42438-9.
- Una strana famiglia, in Ridono di noi. Una compilation comica, a cura di Rodolfo di Giammarco, Milano, Mondadori, 1997. ISBN 88-04-44212-3.
- Il bambino più forte del mondo, in Ughetto racconta, a cura di Ugo Scalise e AxB Avvocati per i bambini, Milano, Baldini Castoldi Dalai, 2004. ISBN 88-8490-548-6.
- San Valentino era single, a cura di, Milano, Rizzoli, 2007. ISBN 88-17-01510-5.
- Zeitgeist, Milano, Rizzoli, 2009. ISBN 978-88-17-01256-0.

### Traduzioni
- Joe R. Lansdale, Sotto gli occhi dell'alligatore, Milano, Mondadori, 2002.
- David Sedaris, Ciclopi, Milano, Mondadori, 2003. ISBN 88-04-50617-2.
- David Goodis, Sparate sul pianista, Roma, Fanucci, 2003. ISBN 88-347-0964-0.
- Joe R. Lansdale, In fondo alla palude, Roma, Fanucci, 2004. ISBN 978-88-347-2226-8.